# Oluf Christian Olufsen
Oluf Christian Olufsen (20. januar 1764 i Viborg – 19. maj 1827 i København) var en dansk landbrugsforfatter, økonom og digter, far til Christian Olufsen.
Olufsen tog, efter kontoruddannelse, juridisk eksamen 1783 og tog landmålereksamen 1784. Denne blanding af praktisk og teoretisk uddannelse, som Olufsen forbandt med udstrakt kendskab til fremmede sprog og skønlitteratur, kom ham til stor nytte i hans senere virksomhed.
Efter at have skrevet flere mindre digte fik han i 1793 opført komedien "Gulddaasen" på Det Kongelige Teater, hvor det gjorde stor lykke. Stykket fremkom anonymt, og Olufsen vogtede strengt over, at denne blev bevaret, ikke mindst fordi han netop da var ansøger til en lærerstilling ved det Glassen’ske Fideikommis’ Agerdyrkningsinstitut. Denne stilling fik han, men gjorde først på instituttets regning en længere udenlandsrejse, hvor han navnlig studerede økonomiske forhold. Fra sin hjemkomst i 1796 efter en udlandsrejse kastede Olufsen sig væsentlig over sin lærervirksomhed, først som landbrugslærer på Næsgaard på Falster, senere på Københavns Universitet, og udgav en stor del økonomiske afhandlinger — selv om han dog ikke helt opgav digterbanen (1803 komedien "Rosenkæden!"), således var han udgiver af og ivrig medarbejder ved "Økonomiske Annaler" (1797—1810) og deres fortsættelse "Nye Oekonomiske Annaler" (1812—20), han skrev en række afhandlinger, dels om agronomiske, herunder forstlige, emner, dels om spørgsmål af mere almen interesse, lige som han til brug ved sin virksomhed skrev en lærebog i den danske landøkonomi. I 1788 blev statistik indført som et selvstændigt fag, og i 1815 blev Olufsen udnævnt som Danmarks første professor i statsøkonomi. Han udgav i denne egenskab "Grundtræk af den praktiske Statsøkonomi" (1815) og senere en oversigt over nationalindustrien i Danmark og oplysninger om Danmarks forfatning i ældre tider.
Olufsen’s økonomiske værker kan næppe siges at være særlig betydningsfulde, men de indeholder dog mange originale tanker, selv om han væsentlig er påvirket af Adam Smith’s ideer. Der imod var hans behandling af agronomiske spørgsmål særdeles instruktiv og vakte også stor opmærksomhed både i Danmark og i udlandet (fx hans studier over fællesskabets oprindelse).

## Danmarks Indvortes Forfatning i De Ældre Tider
I 1823 skrev Olufsen i bind 1 af Videnskabernes Selskabs Afhandlinger “Bidrag til Oplysning om Danmarks Indvortes Forfatning i De Ældre Tider Især i Det Trettende Aarhundrede”, en samling af afhandlinger, som ”Tid efter anden ere forelæste” af Oluf Christian Olufsen i selskabet. På side 314-27 findes afhandlingen “Om Oprindelsen til de i Danmark nu öde, men forhen dyrkede Jorder“. Olufsen peger her på, at allerede Saxo i sin Gesta Danorum i 8. bog, kapitel 13, afsnit 3 beskrev tidligere dyrkede marker, hvor der på Saxos egen tid var skov. Mere præcist under behandlingen af kongen Snjo (eller Snie), hvor det afslutningsvis bemærkes, at:
"Det, der i gamle dage var frugtbart agerland, er nu tæt tilgroet med træer, og hvor bønderne dengang vendte mulden i dybden og knuste store klumper af jord, der dækker nu skoven de marker der stadig gemmer sporene af gamle dages dyrkning."
Desuden gjorde han sig til talsmand for den opfattelse, at de ældste landsbyer var opståede ved,
"at flere familier forenede sig for med forenede kræfter at opdyrke så stor en strækning, som ansås tilstrækkelig til at ernære dem."
Denne tanke blev siden taget op af historikeren Erik Arup, der mente, at landsbyerne var opståede som pløjningsfællesskaber ved en sammenflytning fra oprindeligt spredte steder, idet de enkelte ikke formodedes at have de otte okser, som var nødvendige for at trække en hjulplov.

## Forfatterskab

### På internettet
- Grundtræk af den praktiske Statsøkonomi" (1815)
- "Bidrag til Oplysning om Danmarks indvortes Forfatning i de ældre Tider, især i det trettende Aarhundrede" (Videnskabernes Selskabs Skrifter, 8, Hæfte 1; København 1823)
- Collectanea til et antiqvarisk-topographisk lexicon over Danmark (1829)